# Episodi di Squadra speciale Lipsia (decima stagione)
La decima stagione della serie televisiva Squadra speciale Lipsia è stata trasmessa in anteprima in Germania dalla ZDF tra il 4 settembre 2009 e il 26 marzo 2010.
| nº | Titolo originale       | Titolo italiano              | Prima TV Germania | Prima TV Italia |
| -- | ---------------------- | ---------------------------- | ----------------- | --------------- |
| 1  | Entführung in London   | Rapimento a Londra           | 4 settembre 2009  |                 |
| 2  | Das nette Mädchen      | Una brava ragazza            | 11 settembre 2009 |                 |
| 3  | Zahltag                | Resa dei conti               | 18 settembre 2009 |                 |
| 4  | Der große Augenblick   | Il gran momento              | 25 settembre 2009 |                 |
| 5  | Der kalte Tod          | Fredda vendetta              | 2 ottobre 2009    |                 |
| 6  | Blutsbande             | Legami di sangue             | 16 ottobre 2009   |                 |
| 7  | Wettlauf mit dem Tod   | Corsa con la morte           | 23 ottobre 2009   |                 |
| 8  | Pest und Cholera       | Vendetta sociale             | 30 ottobre 2009   |                 |
| 9  | Terminal A             | Terminal A                   | 15 gennaio 2010   |                 |
| 10 | Déjà-vu                | Amore mortale                | 22 gennaio 2010   |                 |
| 11 | Leipzig ohne Saft      | Un piano quasi perfetto      | 29 gennaio 2010   |                 |
| 12 | Silly - Tod im Konzert | Morte in concerto            | 5 febbraio 2010   |                 |
| 13 | Die Hand Gottes        | La guaritrice                | 19 febbraio 2010  |                 |
| 14 | Hannahs Geständnis     | I segreti di Hanna           | 26 febbraio 2010  |                 |
| 15 | Familiensache          | Affari di famiglia           | 5 marzo 2010      |                 |
| 16 | Flaschensammler        | Il raccoglitore di bottiglie | 12 marzo 2010     |                 |
| 17 | Das Geisterhaus        | la casa degli spiriti        | 19 marzo 2010     |                 |
| 18 | Ganz nah dran          | Visto da vicino              | 26 marzo 2010     |                 |